# Scared of Heights
"Scared of Heights" é a primeira música de trabalho do álbum Army of One do cantor norueguês Espen Lind, lançado em 2008.

## Lançamento
A canção foi primeiramente adicionada ao playlist da página oficial do cantor no site Myspace, em 23 de abril de 2008, sendo lançada nas rádios norueguesas dois dias depois. O single foi lançado para venda digital em 9 de maio.
A música chegou ao topo da parada nórdica em 20 de maio de 2008, permanecendo por 21 semanas no Top 20. Esta foi a quarta música do cantor a chegar ao #1 da parada.

### Single digital
1. Scared of Heights

## Versões
A canção possui uma versão ao vivo, inclusa no álbum Hallelujah Live - Volume 2 de Lind.
Em 2012, a música foi regravada por Morten Harket, vocalista da banda norueguesa A-HA, em seu quinto álbum solo Out Of My Hands, sendo lançada internacionalmente, inclusive no Brasil e na Alemanha. Assim como a original, esta versão também atingiu o topo da parada norueguesa.